# Лепельский контрудар
Ле́пельский контруда́р — советское наступление силами двух механизированных корпусов в направлении города Лепель, начатое 6 июля 1941 года с целью остановить продвижение ударных частей вермахта на центральном направлении через так называемые Смоленские ворота (водораздел рек Днепр и Западная Двина) и восстановить положение на Западном фронте — завершившееся поражением для РККА. Заключительная часть Белорусской стратегической оборонительной операции. Одно из крупнейших танковых сражений Второй мировой войны, часть Витебского сражения.
По итогам боя 6 июля командующий 20-й армией генерал-лейтенант П. А. Курочкин докладывал маршалу С. К. Тимошенко: «Отсутствие успеха в корпусе объясняю неумением командования организовать бой, отсутствием взаимодействия между артиллерией и танками, слабой работой штабов, недостаточной поддержкой и прикрытием со стороны авиации, позволяющей авиации противника безнаказанно бомбардировать части корпуса…».

## Военно-стратегическая ситуация
После взятия Минска и разгрома основных сил Западного фронта в Белостокском и Минском «котлах» немецкие ударные соединения начали продвижение к рубежу рек Западная Двина и Днепр, с тем чтобы затем начать новое наступление на Московском направлении.
На Витебском направлении наступал 39-й моторизованный корпус (командующий — генерал танковых войск Р. Шмидт) из состава 3-й танковой группы Гота. Шедшая в авангарде 7-я танковая дивизия (генерал-майор Г. фон Функ) 4 июля взяла Лепель и продолжила продвижение на восток. Захват Витебска должен был обеспечить дальнейшее наступление на Смоленск и, далее, на Москву.
Южнее, вдоль Московского шоссе, наступал немецкий 47-й моторизованный корпус (генерал танковых войск Й. Лемельзен; в авангарде — 18-я танковая дивизия) 2-й танковой группы Гудериана, имевший целью выйти в район Орши. Для обеспечения связи между 39-м и 47-м мотокорпусами (и стыка между 2-й и 3-й танковыми группами) на Сенно была направлена 17-я танковая дивизия (генерал-майор К. фон Вебер).

## Оценка немецкого командования
4 июля А. Гитлер заявил: «Я всё время стараюсь поставить себя в положение противника. Практически он эту войну уже проиграл. Хорошо, что мы одновременно разгромили танковые и военно-воздушные силы русских в самом начале. Русские не смогут их больше восстановить…».
Сосредоточение на рубеже р. Западная Двина и Днепр свежих войск советского Второго стратегического эшелона стало неприятной неожиданностью для немецкого командования. 5 июля немецкая 7-я танковая дивизия была остановлена на рубеже р. Черногостница, в 35 км от Витебска по Бешенковичскому шоссе. Оборону здесь держала советская 153-я стрелковая дивизия (сначала в составе 22-й армии, потом она вместе с полосой обороны была подчинена 20-й армии).
После захвата Лепеля немецкое командование получило возможность прослушивать советские телефонные линии и выяснило, что намерения нового командующего советским Западным фронтом маршала С. К. Тимошенко не ограничивается одной лишь обороной. Немецкие телефонные перехваты правильно определили цели Тимошенко — крупное контрнаступление, нацеленное на то, чтобы остановить стремительное продвижение немецких войск. Как вскоре узнал главнокомандующий немецкой группой армий «Центр» генерал-фельдмаршал фон Бок, наступление начнут два свежих советских механизированных корпуса, оба из «дворцовой стражи» Сталина в Московском военном округе, в составе которых до тысячи танков.

## Планы советского командования
Для того чтобы остановить противника, советское командование решило нанести удар по наступающей группировке противника силами двух свежих мехкорпусов.
Прибывший в войска новый командующий Западным фронтом маршал С. К. Тимошенко в своей Директиве № 16 в ночь на 5 июля приказал:

Подготовить контрудар 7-м и 5-м механизированными корпусами во взаимодействии с авиацией в направлениях Островно и Сенно, для чего 7-й механизированный корпус сосредоточить в районе Лиозно и 5-й механизированный корпус в районе Девино, ст. Стайки, Ореховск. Успех развивать 7-м механизированным корпусом в направлении Камень, Кубличи и 5-м механизированным корпусом — на Лепель…— 
Глубина ударов: для 5-го мехкорпуса до 140 км — из района Высокое на Сенно, Лепель, и для 7-го мехкорпуса до 130 км — из района Рудня на Бешенковичи, Лепель. После выхода в район Лепеля 7-й мехкорпус должен был нанести удар во фланг и тыл полоцкой группировки противника (57-го мотокорпуса 3-й танковой группы), 5-й мехкорпус должен был развивать наступление на запад, на Глубокое и Докшицы.
С юга наступление обеспечивала 1-я мотострелковая дивизия, которая оборонялась вдоль Московского шоссе против немецкой 18-й танковой дивизии и которую усилили 115-м танковым полком 57-й танковой дивизии. Однако её боевые действия обычно описывают отдельно (смотри Оборона Борисова).
Начало наступления намечалось на утро 6 июля.

## Силы сторон

### РККА
- 5-й механизированный корпус (генерал-майор И. П. Алексеенко)
  - 13-я танковая дивизия (полковник Ф. У. Грачёв)
  - 17-я танковая дивизия (полковник И. П. Корчагин)
  - Отряд 109-й моторизованной дивизии

5-й мехкорпус перебрасывался с Украины в район восточнее Орши: танковые части прибыли к 4 июля, другие продолжали выгружаться до 8 июля, основные силы 109-й моторизованной дивизии, тыловые и ремонтные части не прибыли вообще (решением командования мехкорпус обслуживал армейский сборный пункт аварийных машин в Орше). Также на Украине остались разведбат и батальон связи 13-й танковой дивизии. Всего корпус имел на вооружении 927 танков.
- 7-й механизированный корпус (генерал-майор В. И. Виноградов)
  - 14-я танковая дивизия (полковник И. Д. Васильев)
  - 18-я танковая дивизия (генерал-майор Ф. Т. Ремизов)

7-й мехкорпус с началом войны начал выдвижение на запад из Московского военного округа и к 30 июня сосредоточился в районе Лиозно. 1-я мотострелковая дивизия была выведена из подчинения корпуса и переброшена в район Борисова, где сразу вступила в бой (см. Оборона Борисова). К началу боёв корпус (без 1 мсд) имел на вооружении 507 танков.
В состав советской 20-й армии (командующим накануне наступления назначен генерал-лейтенант П. А. Курочкин), кроме двух мехкорпусов, входил 69-й стрелковый корпус (153-я, 229-я и 233-я стрелковые дивизии), занимавший дефиле Витебск—Орша, и несколько отдельных стрелковых дивизий. По данным Л. Н. Антонова, 20-я армия была дополнительно усилена 4 артполками и 5 зенитными артдивизионами. Всего она насчитывала более 130 тыс. личного состава, свыше 1000 танков, 1500 орудий и миномётов, в том числе более 600 миномётов и 500 противотанковых пушек.
А. В. Исаев уточнил количество бронетехники: в обоих мехкорпусах на вооружении находилось более 1400 танков, в том числе 47 КВ и 49 Т-34. Кроме того, имелось около 330 бронеавтомобилей.
Действия 20-й армии с воздуха поддерживала 23-я смешанная авиадивизия (169-й и 170-й истребительные авиаполки, 213-й и 214-й бомбардировочные авиаполки, 430-й штурмовой авиаполк Осназ и 401-й истребительный авиаполк Осназ), всего 124 самолёта, из них 26 неисправных.
Приказ на поддержку наступления получила также 12-я бомбардировочная авиадивизия, базировавшаяся в районе Витебска, которая к этому времени уже понесла большие потери.
По отчёту командующего ВВС Западного фронта, на 8 июля (в разгар контрудара) авиация 20-й армии насчитывали 58 самолётов; ещё 166 самолётов находились во фронтовом подчинении.

### Вермахт
С немецкой стороны в танковом сражении юго-западнее Витебска приняли участие сначала 7-я и 17-я танковые дивизии вермахта.
- 7-я танковая дивизия (генерал-майор Г. фон Функ) имела в своём составе танковый полк трёхбатальонного состава: из имевшихся в ней на 22 июня 1941 года 265 танков в строю оставалось 149 единиц. Возможно, ещё какое-то число танков удалось восстановить и поставить в строй (безвозвратные потери на 30 июня составили всего 25 танков, так что прирост количества танков за неделю может быть значительным — теоретически до 90 единиц). 7-й танковой дивизии также был придан 101-й отдельный батальон огнемётных танков (около 70 танков), который прибыл в дивизию как раз 6 июля[6].
- 17-я танковая дивизия (генерал-майор К. фон Вебер) имела танковый полк двухбатальонного состава. По данным А. В. Исаева, к 4 июля 17-я танковая дивизия насчитывала всего 80 из имевшихся на начало кампании 239 танков и БТР[5].

В итоге, в противостоявших советским мехкорпусам двух немецких танковых дивизиях насчитывалось от 300 до 400 танков.
9 июля в район боёв подошла немецкая 12-я танковая дивизия (генерал-майор Й. Гарпе; к 4 июля в строю оставалось 209 единиц из имевшихся на начало войны 220), которая окончательно склонила чашу весов в пользу противника.
С воздуха действия немецких войск поддерживал 8-й авиакорпус В. фон Рихтгофена.

## Боевые действия

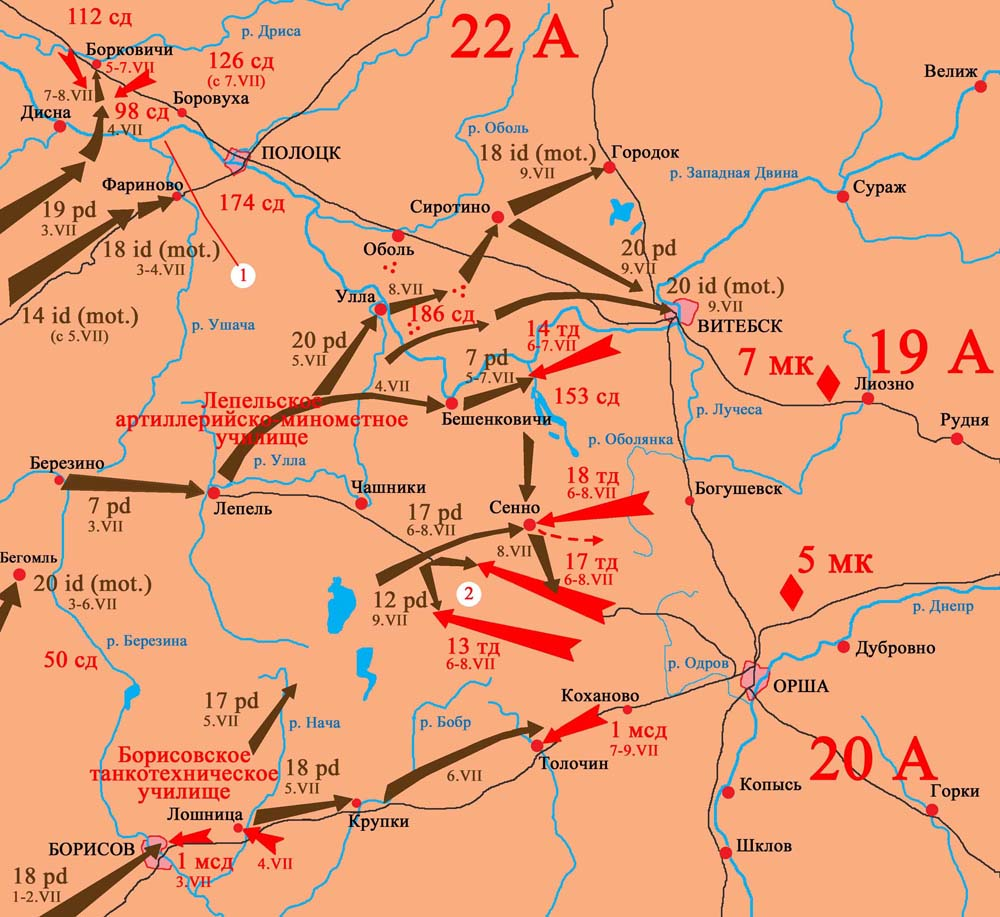
Боевые действия на северном фланге советского Западного фронта. 1-10.VII.1941
1. Линия Полоцкого УРа.
2. Окружение отряда советской 17-й танковой дивизии в районе Цотово, Толпино.

Из-за отсутствия взаимодействия между советскими мехкорпусами и даже отдельными танковыми дивизиями боевые действия свелись к разрозненным боям на р. Черногостница, в районе Сенно (в полосе наступления 7-го механизированного корпуса) и в районе Толпино, Цотово (в полосе наступления 5-го механизированного корпуса).

### 14-я танковая дивизия.Черногостница
Советская 14-я танковая дивизия, начав наступление 6 июля, не смогла преодолеть оборону противника на рубеже р. Черногостница восточнее Бешенковичи.
По итогам боя 6 июля командующий 20-й армией генерал-лейтенант П. А. Курочкин доносил маршалу С. К. Тимошенко: «Отсутствие успеха в корпусе объясняю неумением командования организовать бой, отсутствием взаимодействия между артиллерией и танками, слабой работой штабов, недостаточной поддержкой и прикрытием со стороны авиации, позволяющей авиации противника безнаказанно бомбардировать части корпуса…» Об этом же доносит в штаб Западного фронта генерал-майор Борзиков А. В.: «При подробном выяснении установлено: 14 тд (6 июля) по существу не атаковала, наступал только мсп и один танковый полк и только приданными КВ и частью Т-34, а другой танковый полк стоял в лесу и ожидал отправки на Полоцк. Наступление было не организовано и не управлялось… Заставил Виноградова (прим. — командир мехкорпуса) и командира дивизии ночью захватить речку, сделать проходы, переправы и с утра наступать. Дело вышло и 14 тд с утра (7 июля) начала атаковать. Противник оказывал сопротивление небольшое, видимо ночью ушел. Сейчас гоню все вперед и собираю всех. Виноградов еще не действовал не только полностью корпусом, но и дивизией. Управление у всех отсутствует. Предупредил одного ком. дивизии об отстранении — это подействовало. А то никто ничего не знает и не подходит близко к обозначенной противником линии обороны…»
Весь следующий день 7 июля 14-я танковая дивизия продолжала безуспешно атаковать рубеж р. Черногостница. По отчёту комдива-14 полковника И. Д. Васильева, в бою 7 июля участвовало 126 танков: из них КВ-1 — 11, Т-34 — 24. В бою было потеряно свыше 50 % танков и более 200 человек убитыми и ранеными.
Немецкие источники говорят об уничтожении 74 советских танков, что в целом совпадает с советскими данными.
Существует мнение, что основной причиной неудачных действий 14-й танковой дивизии была неправильная постановка задачи и отсутствие огневого обеспечения наступления. Дивизия атаковала оборону противника, насыщенную средствами ПТО и расположенную за естественным противотанковым рубежом в виде реки с заболоченными берегами. Попытка под огнём противника навести переправы и атаковать противника основными силами танковых полков привела к большим потерям техники ещё на этапе форсирования реки, до перехода в атаку.
Только вечером 7 июля 14-я танковая дивизия получила приказ изменить направление главного удара, однако к этому времени она утратила боеспособность из-за высоких потерь.

### 18-я танковая дивизия.Сенно
6 июля передовой отряд немецкой 17-й танковой дивизии захватил Сенно, однако уже вечером был выбит подошедшими частями советской 18-й танковой дивизии.
7 июля за Сенно развернулись ожесточённые бои. В ЖБД немецкой 17-й танковой дивизии записано: «Не удаётся потеснить противника, располагающего крупными силами артиллерии и танков, у Сенно и восточнее, что необходимо для продвижения на юг». Советское командование оценило действия собственных войск как успех: 8 июля С. К. Тимошенко запросил у корпусов список отличившихся воинов для награждения, 9 июля начштаба 7-го мехкорпуса М. С. Малинин спустил это требование в дивизии.
Однако 8 июля в боях за Сенно наступил перелом: советская 18-я танковая дивизия, не дождавшись поддержки других частей, вынуждена была отступить.

### 5-й механизированный корпус
Дивизии 5-го механизированного корпуса также начали наступление 6 июля, из-за раскисших после летних ливней дорог продвигались очень медленно и к 20:00 смогли пройти в направлении Лепеля только 13-15 км.
7 июля они атаковали растянутые походные колонны немецкой 17-й танковой дивизии, продвигавшиеся на Сенно, а передовой отряд (усиленный 17-й мотострелковый полк майора Д. Ф. Михайловского) прорвался в район Цотово и Толпино. В итоге порядки немецкой танковой дивизии оказались разорваны.
Однако оставление Сенно частями 7-го механизированного корпуса 8 июля резко ухудшило положение дивизий 5-го механизированного корпуса. Части немецких 7-й и 17-й танковых дивизий атаковали со стороны Сенно во фланг и тыл 5-й механизированный корпус, в результате чего его передовые части оказались в окружении.

### Остановка советского наступления
9 июля в 16:30 в связи с наступлением противника севернее Витебска советское наступление было приостановлено, и поступил приказ вывести из боя части механизированного корпуса.
Остатки 5-го мехкорпуса отошли в район Орши, где по приказу командующего 20-й армией П. А. Курочкина заняли рубеж обороны «по-пехотному». При выходе из окружения погиб командир 25-го танкового полка 13-й танковой дивизии полковник А. Н. Муравьёв. Остатки мотострелкового полка 17-й танковой дивизии вырвались из окружения только 20 июля.

## Потери
Согласно данным исследования «Год 1941 — уроки и выводы» (1992), всего за время Лепельского контрудара советские войска потеряли 832 танка.
А. В. Исаев приводит потери 5-го мехкорпуса (без учёта окружённого отряда 17-й танковой дивизии) в 646 человек (в том числе 138 убитых и 357 пропавших без вести).
Согласно журналу боевых действий 5-го механизированного корпуса, в результате боёв 8-10 июля в районе Толпино и Цотово потери составили: 

13 ТД — 82 танка, 11 машин, 3 трактора, 1 бронемашина. 

17 ТД — 244 танка, 8 тракторов, 20 машин. 

Отряд 109 МСД — 40 танков, 1 машина. 

Корпусные части — 11 бронемашин. 

Потери противника неизвестны, хотя в том же исследовании 1992 года немецкие потери были оценены: до 4 пехотных полков, несколько артбатарей и до 300 танков. Однако эти данные явно завышены, так как «4 пехотных полка и 300 танков» — это почти все силы, чем располагал противник в полосе советского контрудара и которыми он, после перечисленных потерь, продолжил наступление на Смоленском направлении.

## Последствия
Советский контрудар закончился неудачей. Сковав действия советских войск частью своих сил, немецкий 39-й мотокорпус форсировал 8 июля Западную Двину тремя дивизиями в районе Уллы. 9 июля 20-я танковая дивизия 39-го мотокорпуса 3-й танковой группы Г. Гота ворвалась в Витебск.

Памятник на реке Черногостница, где сражалась советская 14-я танковая дивизия
(в надписи на памятнике ошибка — там указана 14-я танковая бригада)

Противнику даже не пришлось менять свои планы. 9 июля 1941 года начальник немецкого Генерального штаба генерал-полковник Ф. Гальдер записал в свой дневник: «На северном фланге 2-й танковой группы противник предпринял ряд сильных контратак с направления Орша против 17-й танковой дивизии. Эти контратаки удалось отбить. Наши потери в танках незначительны, однако людские потери довольно велики…»
Вечером этого же дня он записал: «Ввиду ослабления нажима противника в районе Сенно 2-й танковой группе удастся перейти в наступление в соответствии с планом, а именно — 10.7 на участке от Старого Быхова и севернее…»
Кроме того, тяжёлые потери в двух механизированных корпусах облегчили противнику в последующие дни прорыв в район Смоленска.

## Оценка
Доклад генерал-майора танковых войск А. В. Борзикова:

5-й и 7-й мехкорпуса дерутся хорошо, плохо только то, что их потери очень большие. Причем самые серьёзные — от авиации противника, которая применяет поливку зажигательной смесью… 

## Память
- На р. Черногостница в месте её пересечения Бешенковичским шоссе установлен памятный знак.
- В 2011 году в Сенно в память о советском контрударе 1941 года открыт памятник в виде танка ИС-3.
- В 2015 году петербургская киностудия «PARTIZAN» начала работу над полнометражным фильмом о героях-танкистах 1941 года — «Сталь» — на примере экипажа Ивана Колосова, чьё письмо из далёкого 1941 года легло в основу сценария[9].
- В 2019 году вышел документальный фильм «Битва под Сенно».
- 9 июля 2016 года вблизи д. Синегорское (бывш. Трубаносы) мотоклубом «Ночные волки» (Беларусь) в честь 75-летия танкового сражения установлен памятный знак.